# Allan Hills 84001

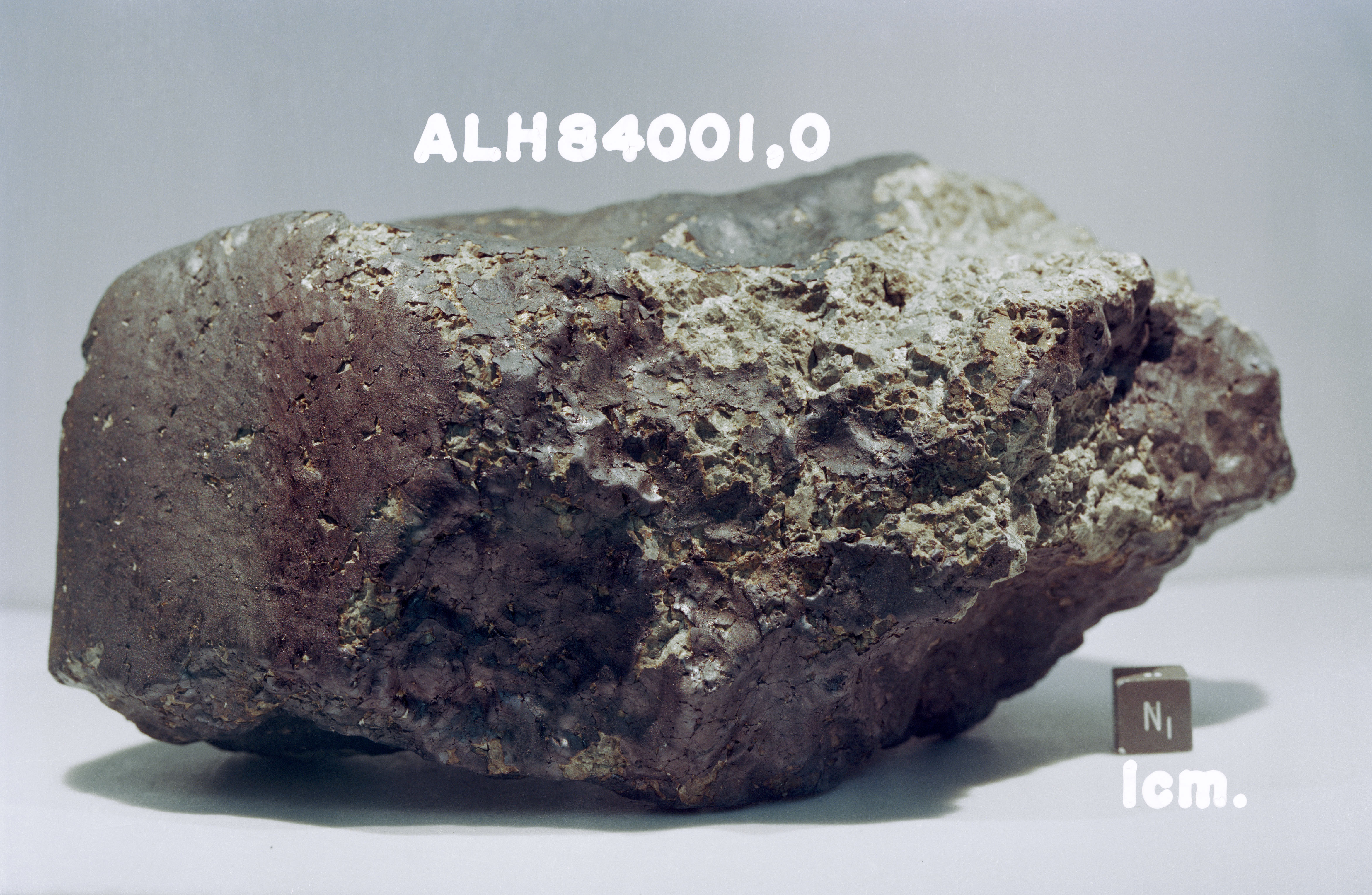

Аллан Гіллз 84001 (скор. ALH 84001) — метеорит, знайдений 27 грудня 1984 року групою американських мисливців на метеорити з проекту ANSMET в Аллан Гіллз, Антарктида. Як і інші члени групи марсіанських метеоритів, вважається, що 84001 походить з Марса. На час відкриття його маса становила 1,93 кг (4,3 фунта). Він потрапив у заголовки ЗМІ в усьому світі в 1996 році, коли вчені оголосили, що він може містити дані про мікроскопічні скам'янілості марсіанських бактерій на основі глобул карбонату.

## Походження метеорита
Відповідно до теорії, камінь відколовся від поверхні Марса в результаті зіткнення планети з великим космічним тілом близько 4 млрд років тому, після чого залишався на планеті. Близько 15 млн років тому? внаслідок нового потрясіння виявився в космосі, і лише 13 тисяч років тому потрапив у поле тяжіння Землі і приземлився на неї. Ці дані встановлені шляхом застосування наукових методів датування, таких як: датування за самарєм і неодимом, датування за стронцієм, калій-аргонова радіометрія, радіовуглецевий аналіз.
Вчені висловили гіпотезу про те, що утворення метеорита ALH 84001 на Марсі відбулося у той час, коли планета мала на своїй поверхні рідку воду. Інші марсіанські метеорити не такі цікаві для дослідників, оскільки їх походження відноситься до часу після епохи так званого «мокрого» Марса.

## Можливі біогенні особливості

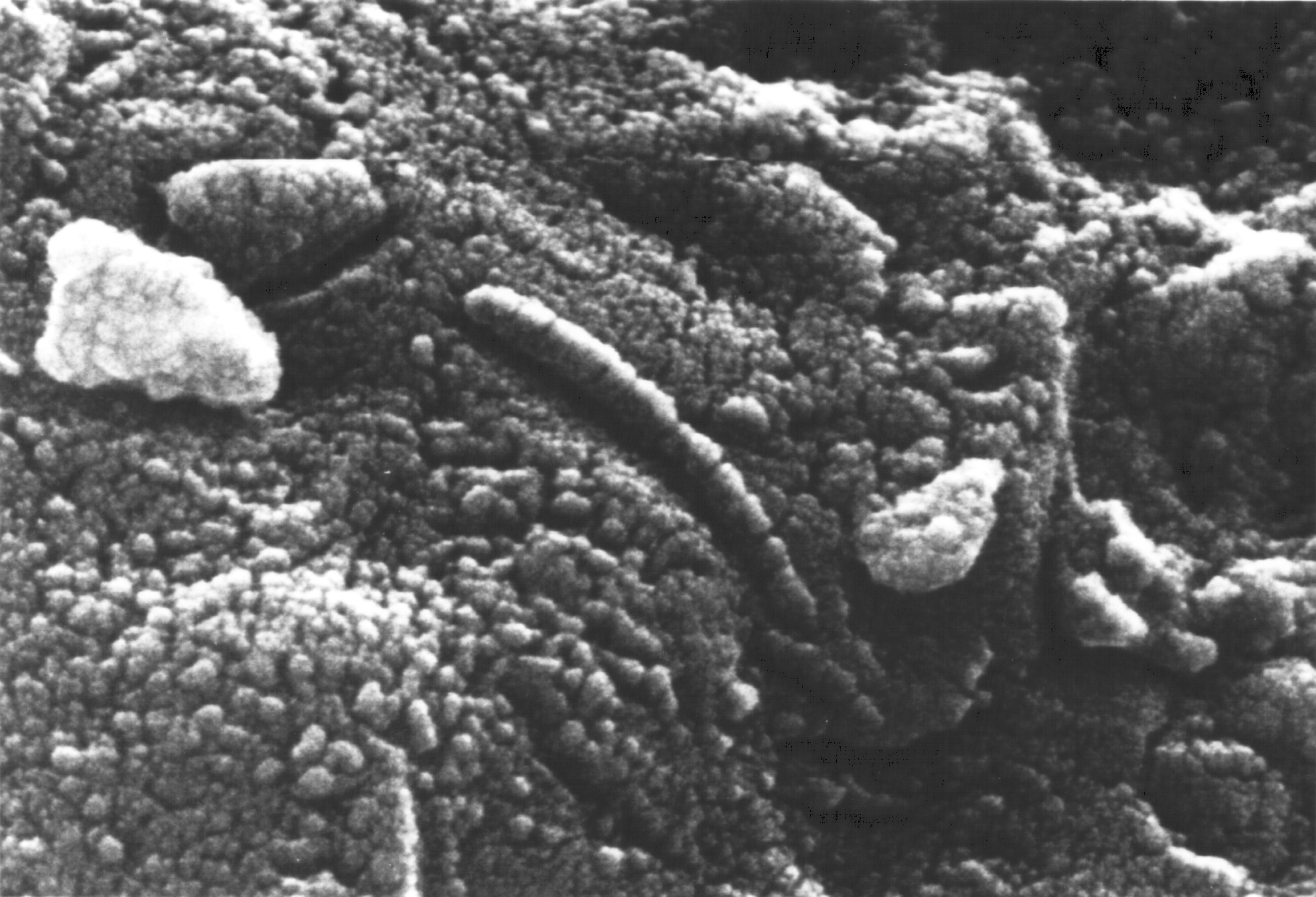
Електронно-мікроскопічний знімок глобулярних та ін. структур у метеориті ALH84001, походження яких пов'язують з наявністю на Марсі життя у давні часи. Фрагмент ALH84001

6 серпня 1996 року вчені NASA заявили про те, що метеорит може містити докази слідів життя на Марсі. Стаття, опублікована в журналі «Science» за авторством астробіолога Девіда Маккея, викликала великий резонанс.
При скануванні структур метеорита растровим електронним мікроскопом були виявлені скам'янілості, які нагадали вченим «сліди» земних організмів — магнітотактичних бактерій. Дослідники стверджували, що саме такі специфічні скам'янілості залишають бактерії на Землі, тому виявлення ідентичних скам'янілостей в метеориті говорить на користь існування бактерій на його рідній планеті. Разом з тим, діаметр структур, знайдених на ALH 84001, становить 20-100 нанометрів, що близько до теоретичних нанобактерій, але в рази менше від будь-якої відомої науці клітинної форми життя. До того ж залишається неясним, чи свідчить це про те, що на Марсі було або є життя, чи ж ймовірні живі організми потрапили на метеорит вже на Землі після його падіння.

## Цікаві факти
В 2024 році завдяки новим дослідженням та аналізу метеорита Аллен Хіллз 84 001 із застосуванням квантового алмазного мікроскопа, вчені підтвердили, що повноцінне магнітне поле Марса існувало до 3,9 млрд років тому.